# バーヴナガル
バーヴナガル（グジャラート語：ભાવનગર、ヒンディー語：भावनगर、Bhavnagar）は、インドのグジャラート州の都市である。町は1723年、Bhavsinhji Gohilによって建設された。町の名は、創設者であり、統治者であった彼にちなんで名付けられた。